# Caledonia (Minnesota)
Caledonia es una ciudad ubicada en el condado de Houston en el estado estadounidense de Minnesota. En el Censo de 2010 tenía una población de 2868 habitantes y una densidad poblacional de 389,63 personas por km².

## Geografía
Caledonia se encuentra ubicada en las coordenadas 43°38′3″N 91°30′1″O / 43.63417, -91.50028. Según la Oficina del Censo de los Estados Unidos, Caledonia tiene una superficie total de 7.36 km², de la cual 7.36 km² corresponden a tierra firme y (0.04%) 0 km² es agua.

## Demografía
Según el censo de 2010, había 2868 personas residiendo en Caledonia. La densidad de población era de 389,63 hab./km². De los 2868 habitantes, Caledonia estaba compuesto por el 96.76% blancos, el 1.32% eran afroamericanos, el 0.35% eran amerindios, el 0.66% eran asiáticos, el 0% eran isleños del Pacífico, el 0.1% eran de otras razas y el 0.8% pertenecían a dos o más razas. Del total de la población el 0.56% eran hispanos o latinos de cualquier raza.